# Девід Кур
Девід Хілтон Кур (англ. David Hilton Coore; 22 серпня 1925, Сент-Джеймс, Ямайка — 14 листопада 2011, Домініканська Республіка) — міністр закордонних справ Ямайки (1989—1993).

## Життєпис
Закінчив економічний факультет університету Макгілла, потім здобув юридичну освіту в Оксфордському університеті.
У 1951—1959 рр. — працював юристом, З 1959 р. — член Законодавчої ради, був у числі розробників Конституції країни 1961 р.
У 1967—1978 рр. — депутат палати представників парламенту Ямайки. 
У 1972—1978 рр. — заступник прем'єр-міністра, міністр фінансів. 
У 1978—1986 рр. — був представником Міжамериканського банку розвитку в Домініканській Республіці і на Барбадосі. 
У 1989—1993 рр. — міністр закордонних справ і зовнішньої торгівлі Ямайки. За його каденції Ямайка і Україна встановили дипломатичні відносини 7 липня 1992 року.
У 1993—1995 рр. — генеральний прокурор і міністр з правових питань Ямайки.
Потім працював консультантом з конституційних питань в апараті Народної національної партії.